# Zwei Leben (2012)
Zwei Leben ist ein deutsch-norwegisches Filmdrama aus dem Jahr 2012, das auf verschiedene wahre Begebenheiten anspielt. Regisseur Georg Maas inszeniert darin die Adaption des seinerzeit unveröffentlichten Romanmanuskripts Eiszeiten von Hannelore Hippe. In Norwegen hatte Zwei Leben im Oktober 2012 Premiere, in Deutschland erschien er fast ein Jahr später. Der Film wurde als deutscher Beitrag für den Oscar eingereicht, aber bei den Nominierungen für die Kategorie Bester fremdsprachiger Film nicht berücksichtigt.

## Handlung
In der Nähe der norwegischen Stadt Bergen lebt in einem Holzhaus an einem Fjord das Ehepaar Katrine und Bjarte Myrdal gemeinsam mit der studierenden Tochter, die inzwischen selbst ein Baby hat, und ihrer Großmutter glücklich zusammen. Nach dem Mauerfall 1990 jedoch tritt eine Wende ein, als ein junger Anwalt aus Deutschland bei ihnen vorspricht: Demnach soll Katrine die Tochter eines deutschen Wehrmachtssoldaten und einer Norwegerin sein, die als Besatzungskind von den Nationalsozialisten aus einem Lebensborn-Heim nach Deutschland verschleppt worden war. Mit 20 Jahren floh Katrine aus der DDR nach Norwegen, um ihre Mutter zu suchen. Der Anwalt will nun, dass Katrine als Zeugin bei einer Anhörung aussagt, um Wiedergutmachung zu erhalten. Sie jedoch lehnt ab, vorgeblich um ihre Mutter Åse vor erneutem Gerede zu schützen. In Rückblenden wird die Geschichte Katrines erzählt und der Zuschauer erkennt, dass sie anders verlaufen ist als geahnt.

## Hintergrund

### Historische Bezüge
In den Jahren 1940 bis 1945 unterhielten zahlreiche norwegische Frauen Liebesbeziehungen mit Soldaten aus Deutschland, woraus Schätzungen zufolge etwa 11.000 bis 12.000 Kinder, sogenannte Tyskerbarna (Deutschenkinder), hervorgingen. Von den Nationalsozialisten begrüßt, richtete die Schutzstaffel Kinderheime ein, um das „germanische Erbgut“ zu „fördern“. Zwischen 1943 und 1945 wurden 250 von diesen Kindern aus den Heimen nach Deutschland in dortige Kinderheime verschleppt, die meisten nach Sachsen. Die norwegischen Mütter wurden nach dem Krieg oft als sogenannte Tyskertøser, Deutschenflittchen, verunglimpft.
Die Drehbuchautoren besuchten zahlreiche Personen, die als Kinder nach Deutschland verschleppt worden waren. Von ihnen kannten die wenigsten ihre leiblichen Eltern, sie waren zum großen Teil bei Pflegeeltern oder in Kinderheimen in der DDR aufgewachsen. Viele der Betroffenen hatten irgendwann erfahren, dass sie Eltern in Norwegen hatten, und nach Norwegen reisen wollen, als sie volljährig wurden. Doch die DDR-Behörden behinderten ihre Ausreise. Das Ministerium für Staatssicherheit ließ manche von ihnen nur unter der Bedingung in den Westen fahren, dass sie dort als Spione für die DDR tätig wurden.
In den 1960er und 1970er Jahren wurden so DDR-Agenten vom Osten via Norwegen auch in die Bundesrepublik geschleust. Als bekanntester Fall gilt Ludwig Bergmann. Ein Spion namens Hempel wurde, als Sohn getarnt, bei dessen Familie in Haugesund eingeschleust. Bergmann selbst, der seine Familie nicht kannte, erfuhr die Geschichte erst im Alter von beinahe 60 Jahren, als er mit Angehörigen zusammentraf.

### Produktion

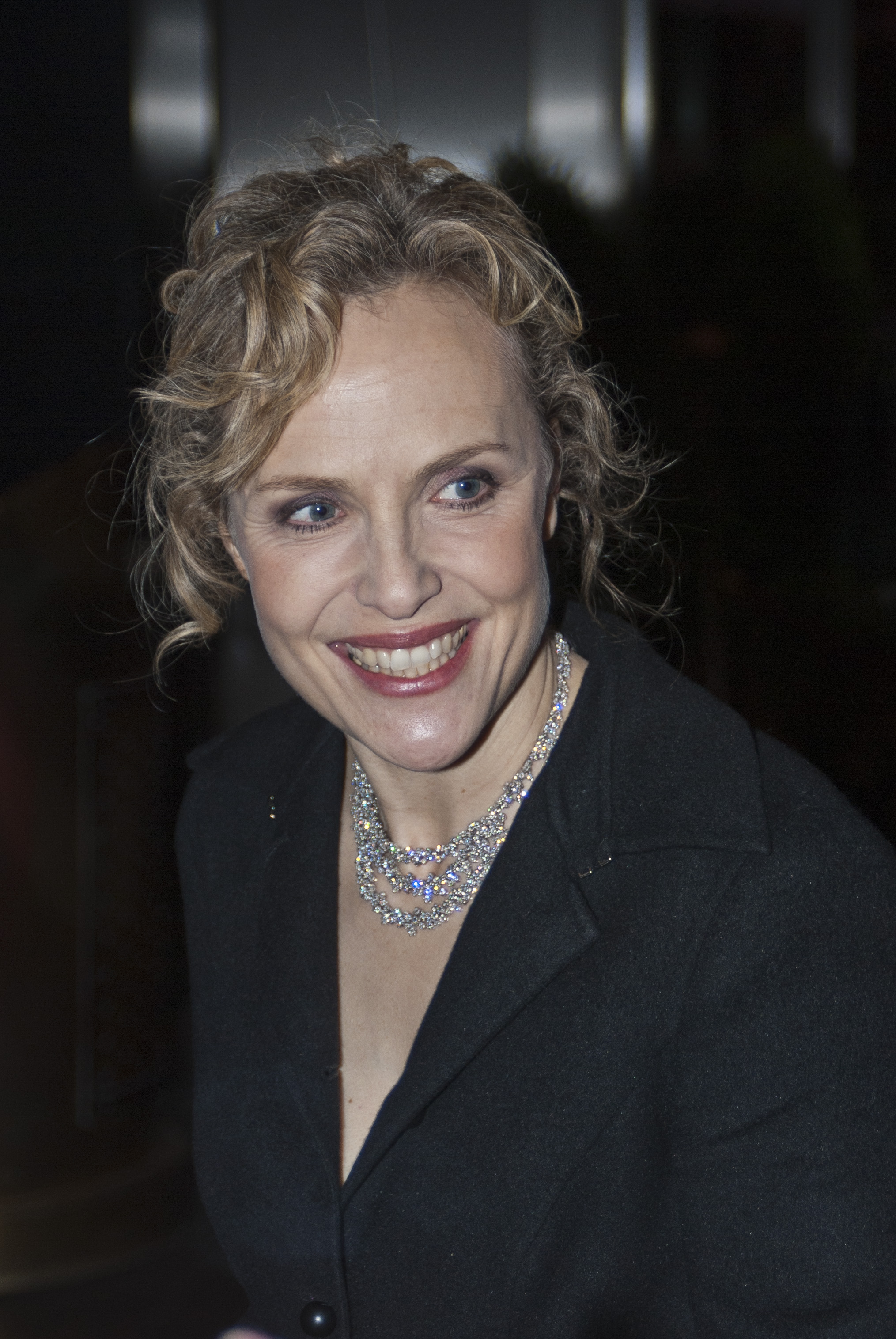
Juliane Köhler 2009

Zwei Leben wurde von Zinnober, B&T, Helgaland, ApolloMedia, Filmstiftung Nordrhein-Westfalen, FUZZ und ARD Degeto produziert. Während er in den deutschen Kinos durch Farbfilm-Verleih vermarktet wird, erfolgt die weltweite Verleihung durch Beta Cinema. Er wurde in Deutschland in Bonn, Leipzig, Halle und in Norwegen in Bergen gedreht. Zwei Leben wurde mit der Arri Alexa gefilmt. Die Postproduktion wurde im Atlantik Film Hamburg durchgeführt.
Die Hauptdarstellerin Juliane Köhler war vom Drehbuch begeistert und entschloss sich aus diesem Grund, im Film mitzuwirken. Danach engagierte sie sich dafür, dass Zwei Leben tatsächlich zustande kam, und lernte dafür die norwegische Sprache. Der Film basiert auf dem Romanmanuskript Eiszeiten von Hannelore Hippe, in dem unter anderem der rätselhafte norwegische Kriminalfall der Isdal-Frau und das Schicksal von sogenannten Besatzungs- oder Wehrmachtskindern verarbeitet wurden.

### Veröffentlichung
In Norwegen feierte Zwei Leben am 19. Oktober 2012 Premiere. Am 7. Januar 2013 wurde er in den Vereinigten Staaten zum Palm Springs International Film Festival erstmals aufgeführt. Am 19. Mai wurde der Film zum Cannes Film Festival aufgeführt. Die Deutschlandpremiere erfolgte am 19. September 2013.

## Rezeption
Die Deutsche Film- und Medienbewertung vergab dem Film das Prädikat besonders wertvoll, lobte die Darsteller und schrieb des Weiteren: „In jeder Minute spürt der Zuschauer den klugen Aufbau des Drehbuchs und die aufwendige Tatsachenrecherche im Hintergrund“. Ebenfalls wurden der Spannungsverlauf und die Musik gelobt. Als Fazit wurde der Film als „(e)in kluges und spannend erzähltes Drama und ein wichtiges Plädoyer für die Aufarbeitung der Geschichte“ beschrieben.
Obwohl die Komödie Oh Boy als Favorit galt, in der Kategorie bester fremdsprachiger Film für den Oscar nominiert zu werden, entschloss sich die deutsche Jury überraschenderweise, Zwei Leben zu nominieren. Die Nutzerwertung der Internet Movie Database kam am 24. Dezember 2013 zu einem Schnitt von 7,2 von 10 möglichen Sternen.
Christian Buß verglich im Spiegel Online Zwei Leben mit dem Filmdrama Das Leben der Anderen und befand, „trotz thematischer Nähe“ könne Zwei Leben „in seiner Inszenierung und seiner grimmigen gesellschaftspolitischen Stoßrichtung nicht weiter von ‚Das Leben der Anderen‘ entfernt sein“. Der Regisseur habe „mit ‚Zwei Leben‘ ein labyrint[h]isches Zeitgeschichtsdrama geschaffen“, das durch „Zeitsprünge, Identitätswechsel, schwer zu durchschauende Verschwörungsszenarien“ gekennzeichnet sei: „der Zuschauer muss sich damit abfinden, über weite Strecken im Unklaren zu bleiben. Identifikation mit der Hauptfigur, das macht die Sache nicht leichter, fällt schwer: Man kann aufgrund ihrer offensichtlichen Aufgewühltheit mit ihr leiden – vertrauen aber kann man ihr nicht.“ Ferner merkte Buß an, der Film habe „[e]in[en] ungeheuerliche[n] Stoff – und [sei] dabei doch wie geschaffen für ein internationales Publikum.“
In einem Artikel der Zeit schreibt der Autor, der Film liefere „zweifelsfrei einen erneuten Beweis, dass die Wirklichkeit die ungeheuerlichsten Geschichten schreibt, doch die historische Materie, die der Regisseur Georg Maas in seinem Drama aufdröselt, ist so verzwickt, dass der Film wohl nicht nur unter ausländischen Kinogängern manches ‚Häh?‘ hervorrufen wird.“ Auch sei „das Drehbuch […] bei dem Versuch, das Erbe des Dritten Reiches mit Stasi-Verbrechen und einen Politkrimi mit einem Familiendrama zu verzahnen, holprig geraten.“ Außerdem würden „Indizien […] aufgebracht und stillschweigend fallen gelassen“, sodass es „an Glaubhaftigkeit“ mangele.
Rainer Gansera von der Süddeutschen Zeitung verglich den Film mit einem Werk von William Shakespeare und erkannte die „besten Szenen“ des Films in der Frage, ob „denn nicht das Vertrauen, das Menschen einander tagtäglich schenken, ein Bollwerk gegen alle Anfechtungen sein“ müsse. Die Geschichte sei ein „spannender Agententhriller, dazu ein Familiendrama mit historischer Gewissenserforschung“.

## Auszeichnungen
Der Film erhielt zahlreiche Auszeichnungen und Nominierungen:
- Biberacher Filmfestspiele 2012: Goldener Biber
- Biberach Independent Film Festival 2012: Bester Film
- Internationales Filmfest Emden-Norderney 2013: NDR Filmpreis für den Nachwuchs
- Göteborg International Film Festival 2013: Nominiert in International Debut Award
- Stony Brook Film Festival 2013: Closing Night Film[17]
- Deutscher Filmpreis 2014 in Bronze (bester programmfüllender Spielfilm)
- Deutscher Filmpreis 2014: Bester Schnitt (Hansjörg Weißbrich)
- Nominierung Deutscher Filmpreis 2014: Beste darstellerische Leistung – weibliche Hauptrolle (Juliane Köhler)